# Star Mountains
Le Star Mountains sono un massiccio montuoso della Papua Nuova Guinea situato nella cordigliera centrale che attraversa da est ad ovest l'isola della Nuova Guinea. Il massiccio è situato in una zona molto remota tra la frontiera Papua Nuova Guinea-Indonesia e il massiccio Hindenburg nella Provincia Occidentale. Verso est si prolungano nei Monti Vittorio Emanuele.
Il massiccio poggia su un altopiano calcareo a sua volta circondato da falesie di 1200 m di altezza.